# Útica
Útica là một khu tự quản thuộc tỉnh Cundinamarca, Colombia. Thủ phủ của khu tự quản Utica đóng tại Utica Khu tự quản Utica có diện tích ki lô mét vuông. Đến thời điểm ngày 28 tháng 5 năm 2005, khu tự quản Utica có dân số 4469 người.
Útica có cự ly 127 km từ Bogotá. Útica nằm ở độ cao 506 mét so với mực nước biển và có nhiệt độ trung bình hàng ngày của 26 °C.
Útica phát triển từ một làng chài nhỏ, với sông Negro và Quebradanegra chảy qua nó. Ngôi làng này là dễ bị ngập lụt, gây ra bởi mưa lớn tiếp tục lên Andes gây sông vỡ bờ. Đã có trận lũ lụt nghiêm trọng nhất cuốn trôi cây cầu làng và cuốn các xác chết ra khỏi nghĩa trang.